# Yssa il buono
Yssa il buono è un romanzo di spionaggio scritto da John le Carré.
La trama si articola intorno alla vicenda di Yssa, un immigrato irregolare ceceno in Germania, che rivendica l'eredità milionaria del defunto padre ma viene utilizzato dai servizi segreti per smantellare una rete di finanziamento illegale al terrorismo. Il romanzo è una critica indiretta alla politica di extraordinary rendition, messa in atto dal presidente George W. Bush nell'ambito della guerra al terrorismo seguita agli attentati dell'11 settembre, e si rifà alla vicenda di Murat Kurnaz, cittadino turco legalmente residente in Germania, illegalmente detenuto a Guantánamo.

## Trama
Yssa, un immigrato irregolare ceceno col sogno di diventare medico, chiede ospitalità ad una famiglia turca di Amburgo. Superata l'iniziale diffidenza ed ignari del passato di Yssa, "Big" Melik, un promettente pugile, e sua madre Leyla lo accolgono in casa e lo mettono in contatto con un'associazione umanitaria che fornisce assistenza agli immigrati, la Sanctuary North.
Annabel Richter, giovane avvocatessa di Sanctuary North, si prende cura del caso di Yssa, tra cui i suoi diritti nell'eredità milionaria lasciata dal padre, un colonnello russo dell'Armata Rossa, presso una banca privata scozzese con sede ad Amburgo, la "Brue Frères". La richiesta di accedere ai fondi contenuti in un conto denominato "Lipizzano", dal nome della razza equina dal caratteristico manto bianco cresciuta da puledri neri, viene portata al titolare della banca e ultimo erede della dinastia di banchieri, Tommy Brue. Yssa, fervente musulmano, non ha intenzione di incassare il denaro che era stato accumulato con mezzi illeciti dal colonnello Karpov durante le guerra cecena nel corso della quale Yssa era stato concepito con una donna locale, bensì vuole destinarlo a opere benefiche a favore dei musulmani della Cecenia.
L'arrivo di Yssa in Germania, tuttavia, attira l'attenzione dei servizi segreti occidentali per presunti collegamenti con il terrorismo islamico ceceno. Il Secret Intelligence Service britannico entra in contatto con Tommy Brue per incastrare Yssa, mentre Günther Bachmann dell'intelligence federale tedesca convince Annabel ad usare Yssa per smantellare una rete di finanziamento al terrorismo con base in Germania, in cambio della libertà e di un passaporto tedesco per Yssa, convinto della sua estraneità al terrorismo.
La tattica elaborata da Bachmann consiste nel consegnare il denaro del colonnello Karpov ad una serie di associazioni umanitarie indicate dal dottor Faisal Abdullah, filantropo per la causa musulmana ma sospettato di finanziare il terrorismo islamico, per dimostrarne i collegamenti criminali. Nel piano però si intromettono anche il SIS e la CIA le cui forze speciali, al momento dello transazione, rapiscono Yssa e Abdullah per condurli in un campo di prigionia.

## Personaggi

### Personaggi principali
- Ivan (Yssa) Grigorević Karpov — immigrato clandestino ceceno in Germania, figlio del colonnello dell'armata rossa Grigori Borisović Karpov e di una donna cecena; nome in codice "Felix" nell'operazione dei servizi segreti tedeschi.
- Günther Bachmann — responsabile dell'Unità acquisizioni estere del Servizio Informazioni Federale; veterano di diversi incarichi all'estero.
- Annabel Richter — avvocato dell'associazione Sanctuary North; proviene da una facoltosa famiglia di Amburgo.
- Tommy Brue — banchiere scozzese, proprietario della banca "Brue Frères". Marito di Mitzi in seconde nozze; ex-marito di Sue e padre di Georgie.
- "Big" Melik Oktay — cittadino turco residente ad Amburgo, figlio di Leyla e Gül; campione locale di pugilato, con la madre Leyla dà ospitalità ad Yssa.
- Leyla Oktay — cittadina turca residente ad Amburgo, madre di Melik e vedova di Gül; con il figlio Melik dà ospitalità ad Yssa.
- Dr. Faisal Abdullah — erudito islamista egiziano residente in Germania, è impegnato in attività filantropiche islamiche ma con non provati collegamenti con il terrorismo islamico; nome in codice "Signpost" nell'operazione dei servizi segreti tedeschi.
- Erna Frey — principale assistente di Bachmann.
- Frau Ellenberger — assistente di Tommy Brue alla "Brue Frères", aveva lavorato anche con il padre Edward Amadeus.

### Altri personaggi
- Grigori Borisović Karpov — defunto colonnello dell'armata rossa; nel corso della guerra cecena ha incontrato una donna cecena con cui ha concepito Yssa.
- Anatoly — consigliere del colonnello Karpov.
- Mitzi Brue — seconda moglie di Tommy Brue, viennese di origine.
- Sue Brue — prima moglie di Tommy Brue.
- Georgina "Georgie" Brue — figlia di Tommy e Sue Brue; vive in California.
- Edward Amadeus Brue — padre di Tommy Brue, creatore dei conti lipizzani.
- Duncan Brue — bisnonno di Tommy Brue e fondatore della banca "Brue Frères".
- Maximilian — esperto informatico del gruppo di Bachmann.
- Niki — esperta audio del gruppo di Bachmann.
- Karl e Laura — altri membri del gruppo di Bachmann.
- Arnold Mohr — capo della sezione di Amburgo dell'ufficio per la Protezione della costituzione.
- Otto Keller — capo dell'ufficio per la Protezione della costituzione, risponde a Burgdorf.
- Michael Axelrod — capo dei servizi esteri e mentore di Bachmann.
- Dieter Burgdorf — capo dei servizi segreti tedeschi, dipendenti dal ministero degli interni.
- Ian Lantern — agente del SIS di stanza a Berlino.
- Ted Foreman — agente del SIS di stanza a Londra; aveva proposto la creazione dei conti lipizzani a Edward Amadeus Brue sotto il nome di Ted Findlay.
- Martha — vice direttore dell'ufficio berlinese della CIA.
- Newton — agente della CIA a Berlino.
- Charlotte Zimmermann — analista dei servizi tedeschi.

- Bernhard von Essen — compagno di bridge di Mitzi Brue con cui ha una relazione amorosa; marito di Hildegard.
- Hildegard von Essen — moglie di Bernhard, fa parte del gruppo di bridge con Mitzi Brue.
- Hugo Richter — fratello di Annabel, lavora come medico.
- Heidi Richter — sorella di Annabel, lavora come avvocato.
- Karsten — ex-fidanzato di Annabel, lavora come avvocato.
- Dombitov — presunto capo di una banda jihādista nel Cabardino-Balcaria cui apparteneva Yssa.
- Dr. Fischer — medico della clinica Husum.
- Aziz — agente giordano del gruppo di Bachmann.
- Ismail — figlio e segretario di Faisal Abdullah.
- Fatima — figlia di Faisal Abdullah.
- Sceicco Rashid Hassan — destinatario di un finanziamento illegale del dr. Abdullah.
- Fuad — ingegnere palestinese, autista di Faisal Abdullah.
- Cyrus — cognato iraniano di Fuad.
- Ursula Meyer — direttrice dell'associazione Sanctuary North.
- Lisa, Maria, André, Max e Horst — altri colleghi di Annabel a Sanctuary North.
- Wangaza — receptionist a Sanctuary North.
- "L'ammiraglio" Müller — senzatetto alla stazione di Amburgo.
- Peter Schwarz — concierge all'hotel Atlantic di Amburgo.
- Haug von Westerheim — presidente commissione di vigilanza tedesca.

## Opere derivate
Dal romanzo è stata tratta nel 2014 una trasposizione cinematografica diretta da Anton Corbijn con Philip Seymour Hoffman e Rachel McAdams.

## Edizioni italiane
- John le Carré, Yssa il buono, traduzione di Anna Maria Biavasco e Valentina Guani, Omnibus, Milano, Mondadori, 2008, ISBN 978-88-04-58278-6.
- John le Carré, Yssa il buono, traduzione di Anna Maria Biavasco e Valentina Guani, Oscar bestsellers, Milano, Mondadori, 2009, ISBN 978-88-04-59171-9.